# James Corden
James Kimberley Corden (Hillingdon, 22 augustus 1978) is een Britse komiek, acteur en televisiepresentator. Hij werd in 2015 presentator van The Late Late Show op CBS in de Verenigde Staten.

## Carrière
Corden werd geboren in de Londense wijk Hillingdon als de zoon van Margaret en Malcolm Corden. Zijn vader was een muzikant in de Royal Air Force-band en zijn moeder was een maatschappelijk werker. Hij groeide op in Buckinghamshire en studeerde aan Park Middle School en Holmer Green Senior School. Hij heeft zowel een oudere als een jongere zus.

### Doorbraak op televisie
Corden begon eind jaren 1990 met acteren. Zo had hij kleine rollen in de tv-series Boyz Unlimited, Teachers en Hollyoaks. Daarnaast had hij ook een gastrol in de komische serie Little Britain. In 2002 speelde hij mee in de dramafilm All or Nothing van regisseur Mike Leigh.
Aan het begin van de 21e eeuw was Corden te zien in de serie Fat Friends (2000–2005). De reeks duurde vier seizoenen en leverde hem een nominatie op voor een Royal Television Society Award. Samen met Ruth Jones, met wie hij aan Fat Friends had samengewerkt, bedacht hij nadien de sitcom Gavin & Stacey (2007–2010). Corden en Jones vertolkten ook zelf een rol in de komische serie. Gavin & Stacey leverde Corden twee British Comedy Awards en een BAFTA op.

### Overige projecten
Naast Gavin & Stacey was Corden ook te zien in de films How to Lose Friends & Alienate People (2008), Lesbian Vampire Killers (2009), Gulliver's Travels (2010) en Into the Woods (2014).
In 2009 presenteerde hij samen met Mathew Horne en Kylie Minogue de Brit Awards. Een jaar later werd hij presentator van het komisch spelprogramma A League of Their Own op Sky1. In zowel 2011 als 2012 presenteerde hij opnieuw de Brit Awards.
In 2011 speelde Corden de hoofdrol in het succesvolle toneelstuk One Man, Two Guvnors. De theatervoorstelling kreeg overwegend positieve recensies en werd tijdens de Evening Standard Theatre Awards beloond met de prijs voor beste toneelstuk. In 2012 maakte het komisch theaterstuk de overstap naar Broadway. Zijn hoofdrol in de Broadway-versie leverde Corden in juni 2012 een Tony Award op.
In 2013 schreef en bedacht hij samen met Mathew Baynton de zesdelige komedie The Wrong Mans voor BBC Two. Corden en Baynton vertolkten ook de hoofdrollen in de serie.

### The Late Late Show
In september 2014 raakte bekend dat Corden de Schots-Amerikaanse komiek Craig Ferguson zou opvolgen als presentator van het laatavondpraatprogramma The Late Late Show op de Amerikaanse zender CBS. Op 23 maart 2015 werd de eerste aflevering van The Late Late Show with James Corden uitgezonden.

## Filmografie

### Televisie
- Renford Rejects (1998)
- Boyz Unlimited (1999)
- Hollyoaks (2000)
- Fat Friends (2000–2005)
- Jack and the Beanstalk: The Real Story (2001) (tv-film)
- Teachers (2001–2003)
- Cruise of the Gods (2002)
- Little Britain (2004)
- Dalziel and Pascoe (2004)
- Gavin & Stacey (2007–2010)
- Horne & Corden (2009)
- The Gruffalo (2009) (tv-film)
- A League of Their Own (2010–2019) (presentator)
- Doctor Who (2010–2011)
- Little Charley Bear (2011)
- The Gruffalo's Child (2011) (tv-film)
- Stella (2012)
- The Wrong Mans (2013–2014)
- Roald Dahl's Esio Trot (2015) (tv-film)
- The Late Late Show with James Corden (2015–2023) (presentator)
- 70th Tony Awards (2016) (presentator)

### Film
- Twenty Four Seven (1997)
- Whatever Happened to Harold Smith? (1999)
- All or Nothing (2002)
- Heartlands (2002)
- Pierrepoint (2005)
- Heroes and Villains (2006)
- The History Boys (2006)
- Starter for 10 (2006)
- How to Lose Friends & Alienate People (2008)
- Lesbian Vampire Killers (2009)
- Telstar (2009)
- The Boat That Rocked (2009)
- Planet 51 (2009) (stem)
- Gulliver's Travels (2010)
- Animals United (2010) (stem)
- The Three Musketeers (2011)
- One Chance (2013)
- Begin Again (2013)
- Into the Woods (2014)
- Kill Your Friends (2015)
- The Lady in the Van (2015)
- Trolls (2016)
- The Emoji Movie (2017) (stem)
- Peter Rabbit (2018) (stem)
- Ocean's 8 (2018)
- Smallfoot (2018) (stem)
- Yesterday (2019)
- Cats (2019)
- Trolls World Tour (2020) (stem)
- Superintelligence (2020) (stem)
- The Prom (2020)
- Cinderella (2021)
- Smurfs (2025) (stem)